# Мулань идёт в армию
«Мулань идёт в армию» (Mulan cong jun) — художественный фильм 1939 года, снял режиссёр Бу Ваньцан в оккупированном японцами Шанхае на основе китайской народной баллады «Песнь о Мулань». Международное название (World-wide English title) «Maiden in Armour»).
XX в. придал новые черты образу Хуа Мулань. Здесь Хуа Мулань выступает как китайская Жанна д’Арк, правда конец истории менее трагичен.
Фильм был снят в разгар войны Японии с Китаем («Войны сопротивления», как ее называют китайцы, 1937–1945 гг.), когда значительная часть Китайской республики была оккупирована, а ее экономические ресурсы, прежде всего продовольствие, безжалостно расхищались.

## Сюжет
Основные события начинаются в тренировочном лагере, где деликатная Мулань подвергается насмешкам и издевательствам со стороны своих грубых собратьев по оружию. Да и между собой они постоянно устраивают ссоры и драки. Мулань призывает их объединиться перед лицом угрозы варварского завоевания, вместо того, чтобы третировать друг друга. В это время она встречает Лю Фэнь-доу, который становится ее верным другом. Аудитория знала о женской сущности Мулани, поэтому их влечение друг к другу выглядело двусмысленным и комичным. В конце концов, Мулань оказывается на линии фронта и обнаруживает, что многие командиры вместо того, чтобы воевать с варварами, склоняются к идее сотрудничества с ними. Мулань переодевается в одежду кочевника, проникает во вражеский лагерь и узнает о предстоящей атаке. Эти сведения были проигнорированы командующим, что привело к трагическим событиям: генерал был убит, а армия понесла большие потери. Мулань лично убила советника генерала,  перегруппировала войска и нанесла поражение кочевникам. Император в знак уважения и благодарности предложил ей высокий пост при дворе, но она отказалась и попросила разрешения вернуться домой. Приняв свое женское обличье, она выходит замуж за Лю Фэнь-доу.

## О фильме
Этот патриотический фильм должен был пробуждать боевой дух китайцев и противостоять японской пропаганде, которая убеждала население в необходимости своего военного присутствия и предостерегала против сотрудничества и с коммунистами, и с Гоминьданом. Здесь много прямых параллелей. В образах генерала, его советника  и нестойких командиров выводятся те представители китайской элиты, которые шли на сотрудничество с захватчиками. Раздоры в рядах императорской армии – это затяжной конфликт между китайскими коммунистами и националистами. Характерна и сцена, в которой захватчики окружили Мулань и пытались отобрать кроликов (ресурсы!), которых она поймала, чтобы накормить солдат. Бандиты к тому же прибегают к недвусмысленным угрозам сексуального характера. Мулань – символ родины, прибегнув к хитрости, лишается кроликов, но сохраняет честь.  
В условиях китайско-японской войны древняя баллада послужила стимулирующим фактором патриотической консолидации общества. Фильм собирал полные залы в Шанхае и с энтузиазмом воспринимался зрителями, легко воспринимавшими актуальный подтекст. Его успеху способствовало и то, что впервые перед зрителем предстала в качестве героини китаянка с нетрадиционным социальным поведением. Она разрушала тысячелетние стереотипы, согласно которым женщина должна соблюдать приличия, быть сдержанной, скромной и тихой.